# Évêque de Stepney
L'évêque de Stepney est un suffragant du diocèse de Londres. Il tire son nom du quartier londonien de Stepney, dans le district de Tower Hamlets. Ce titre est créé en 1895.

## Liste des évêques de Stepney
- 1895-1897 : Forrest Browne
- 1897-1901 : Arthur Winnington-Ingram
- 1901-1909 : Cosmo Lang
- 1909-1919 : Luke Paget
- 1919-1928 : Henry Mosley
- 1928-1936 : Charles Curzon
- 1936-1952 : Robert Moberly
- 1952-1957 : Joost de Blank
- 1957-1968 : Evered Lunt
- 1968-1978 : Trevor Huddleston
- 1978-1991 : Jim Thompson
- 1992-1995 : Richard Chartres
- 1996-2002 : John Sentamu
- 2003-2010 : Stephen Oliver
- depuis 2011 : Adrian Newman